# ファルツァーレゴ峠
ファルツァーレゴ峠(passo di Falzàrego)は、イタリア共和国ヴェネト州ベッルーノ県にある国道48号の峠である。標高2105m。東はコルティーナ・ダンペッツォ(Cortina d'Ampezzo)、南はアーゴルド(Agordo)に繋がる。峠からラガツォイ(Lagazuoi, 2835 m)へのロープウェイがある。
ファルツァーレゴはラディン語(ladin)で偽の王(fàlza régo)という意味である。ラディン語の口承の叙事詩として伝えられたファネス王国(Regno dei Fanes)の、民衆を裏切って石になった王に因む。

## 歴史
ラガツォイとサッス・デ・ストリア(Sass de Stria, 2477 m)の間を北のバディーアの谷(Val Badia)方面へ抜ける道(ヴァルパローラ峠、Passo di Valparola)から峠を見下ろすことができる。1897年にオーストリア＝ハンガリー帝国はこの道沿いにトレ・サッシ要塞(Forte Tre Sassi, 2197 m)を築いた。この要塞は第一次大戦中の1915年7月、イタリア軍によるチンクェトッリ(Cinque Torri)からの砲撃により破壊された。トレ・サッシ要塞を放棄したオーストリア軍は、サッス・デ・ストリアを新たな北方防衛の拠点とした。

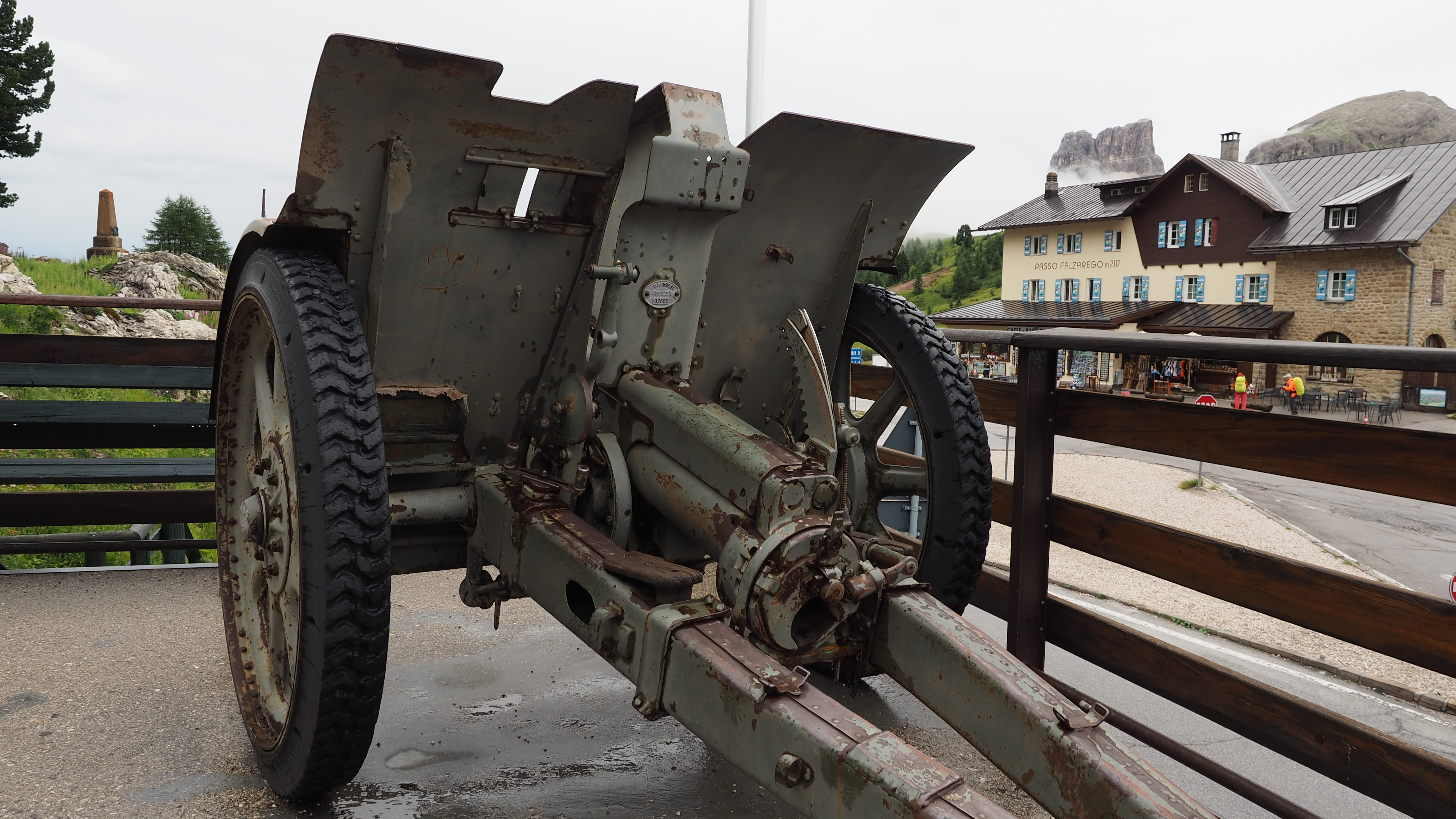
峠に展示されているイタリア軍の75mmカノン砲Da 75/27 modello11。
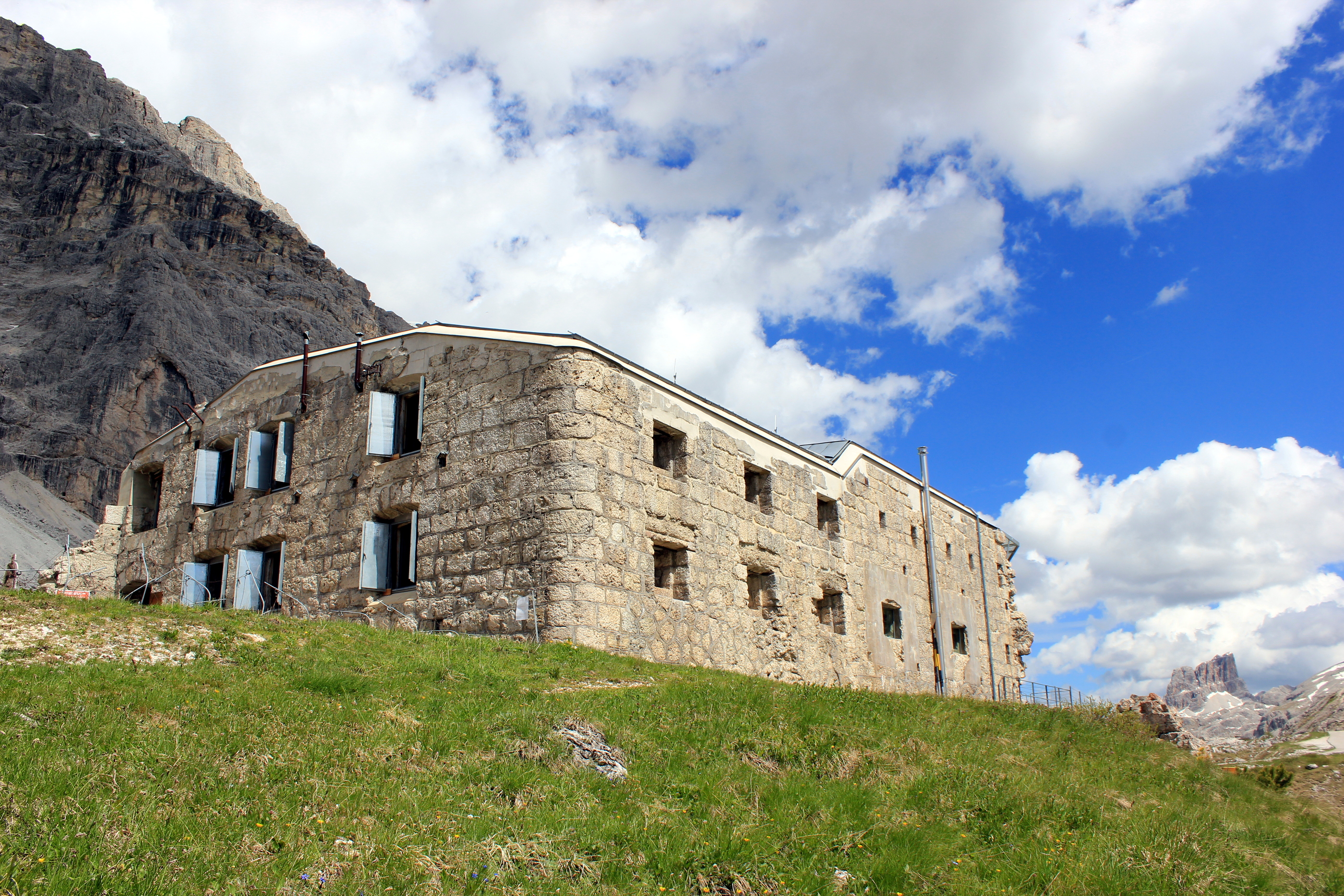
トレ・サッシ要塞(Forte Tre Sassi)。右奥にアヴェラーウ(Averau, 2647 m)が見える。
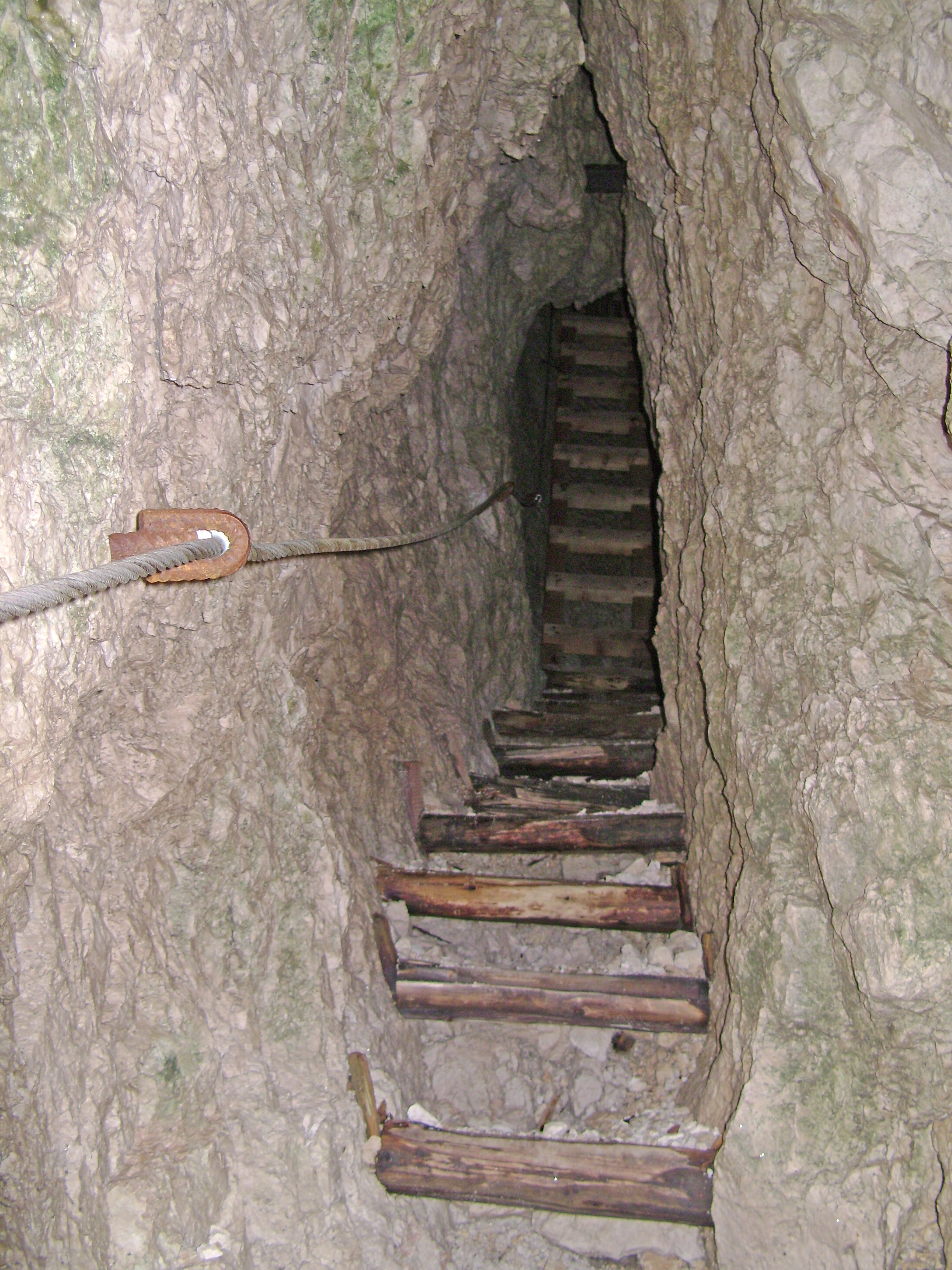
第一次大戦中にサッス・デ・ストリアに掘られたトンネル。

## 周辺

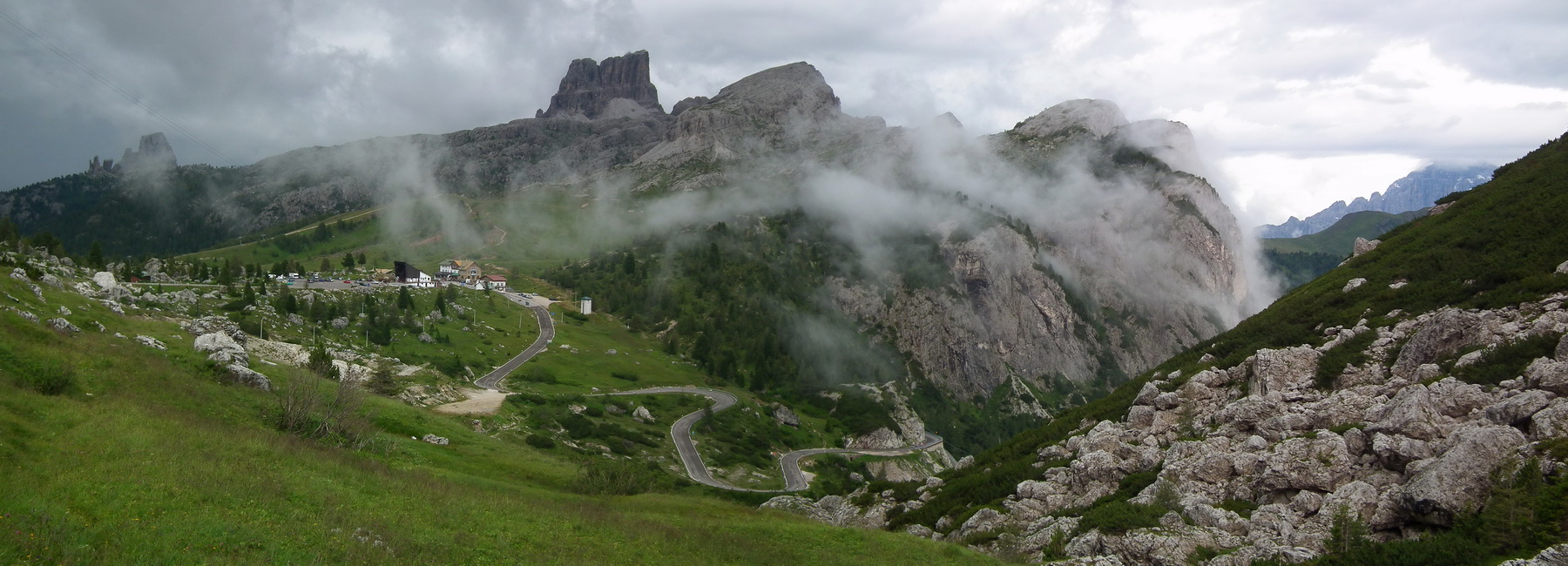
ファルツァーレゴ峠(北西から)

ファルツァーレゴ峠は、北のラガツォイ(Lagazuoi)と南のヌヴォラーウ山群(Gruppo del Nuvolau)に挟まれる谷の西の端にある。画面中央付近のカヌレのような形の山はヌヴォラーウ山群に属するアヴェラーウ(Averau)、左端の岩山群はチンクェトッリ(Cinque Torri)である。峠から画面左の東に進むとコルティーナ・ダンペッツォ(Cortina d'Ampezzo)、九十九折の道を降りて画面右奥の南に進むとチヴェッタ(Civetta, 3220 m)の麓の町アッレゲ(Alleghe)を経由してアーゴルド(Agordo)に至る。

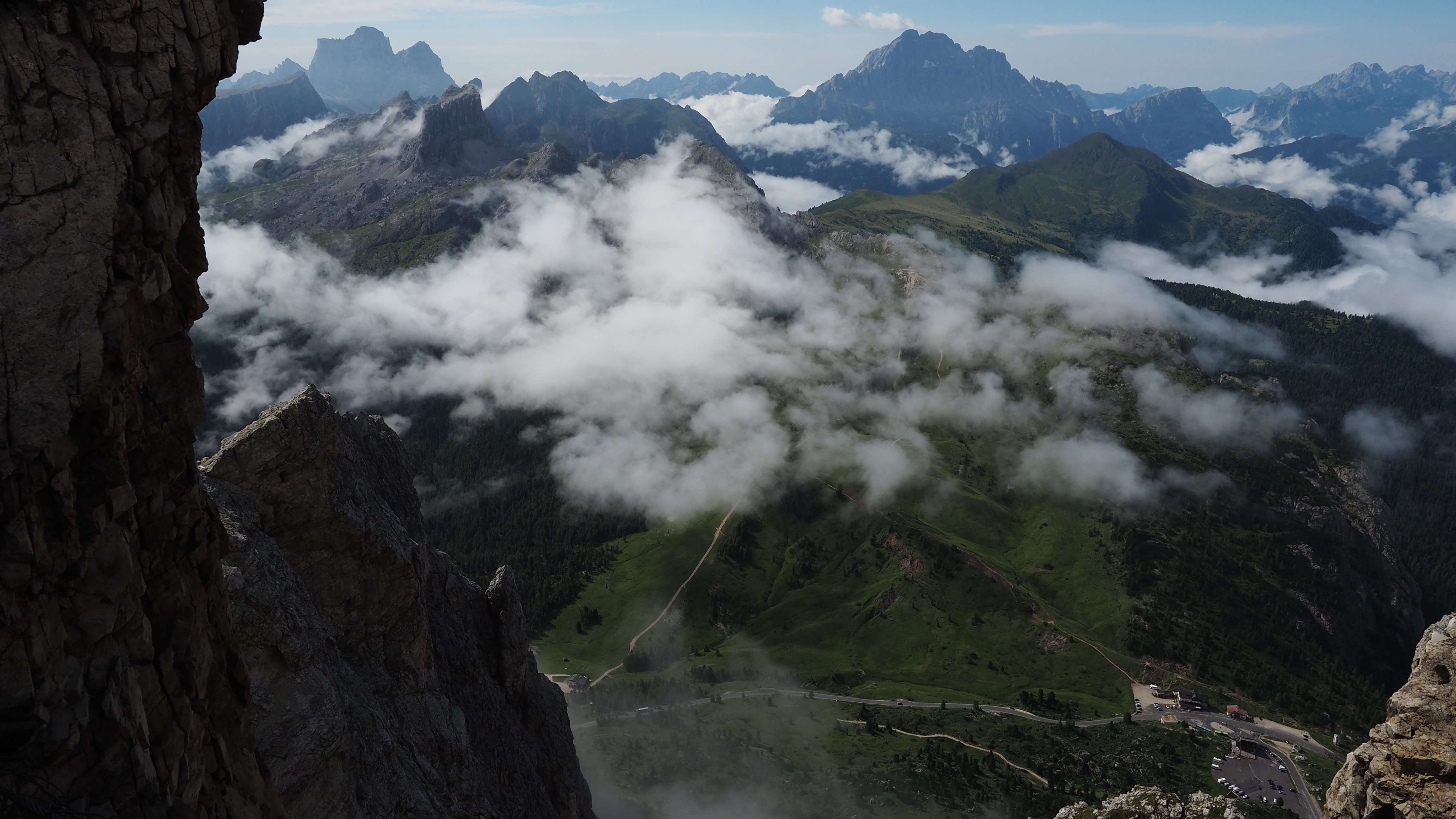
ラガツォイから南の眺め。右下にファルツァーレゴ峠、中央やや右奥に直線距離約16kmのチヴェッタ(Civetta)が見える。
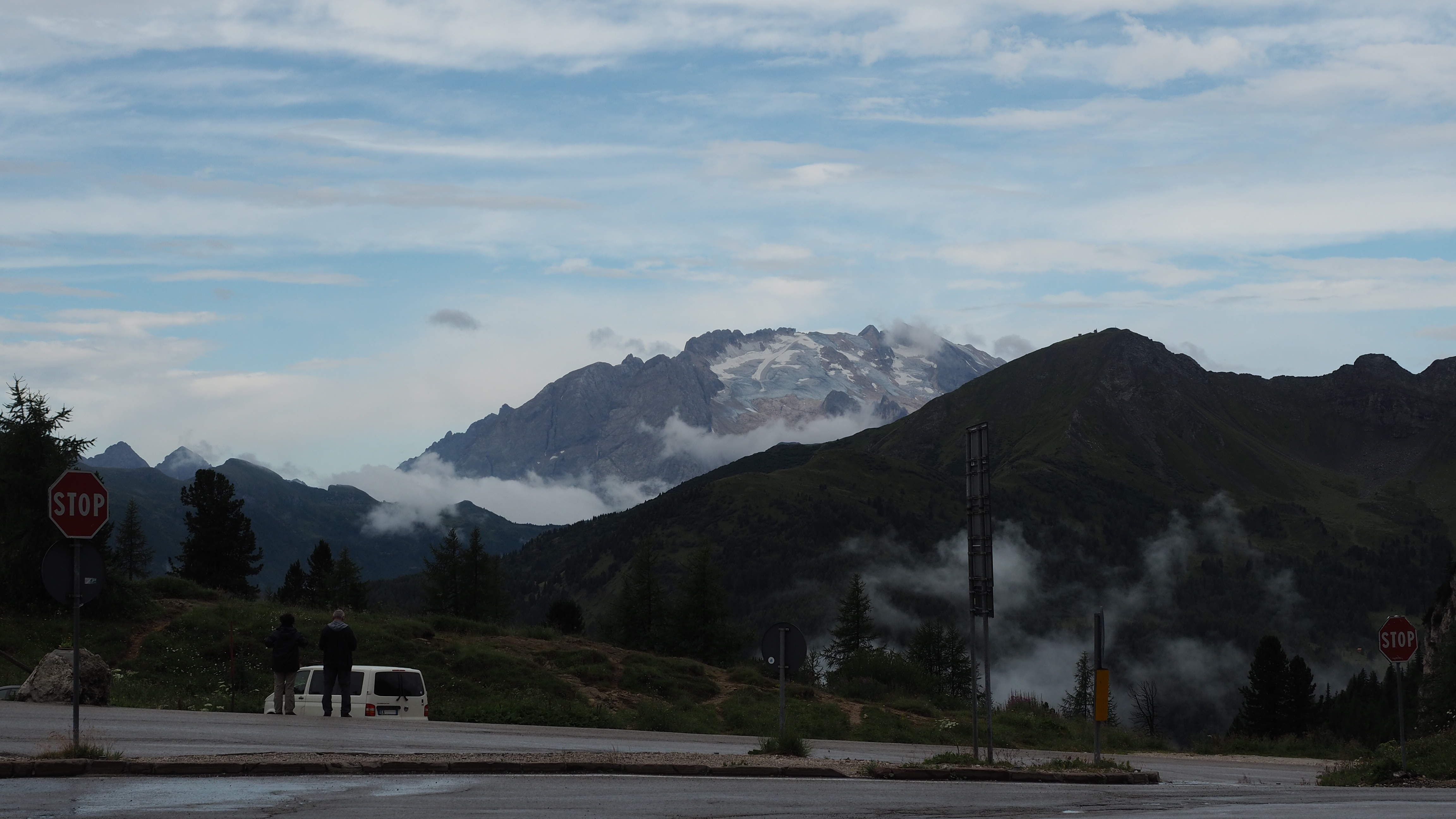
ファルツァーレゴ峠から南西15km先に見えるマルモラーダ(Marmolada)。手前の暗く見える山はコル・ディ・ラーナ(Col di Lana)。
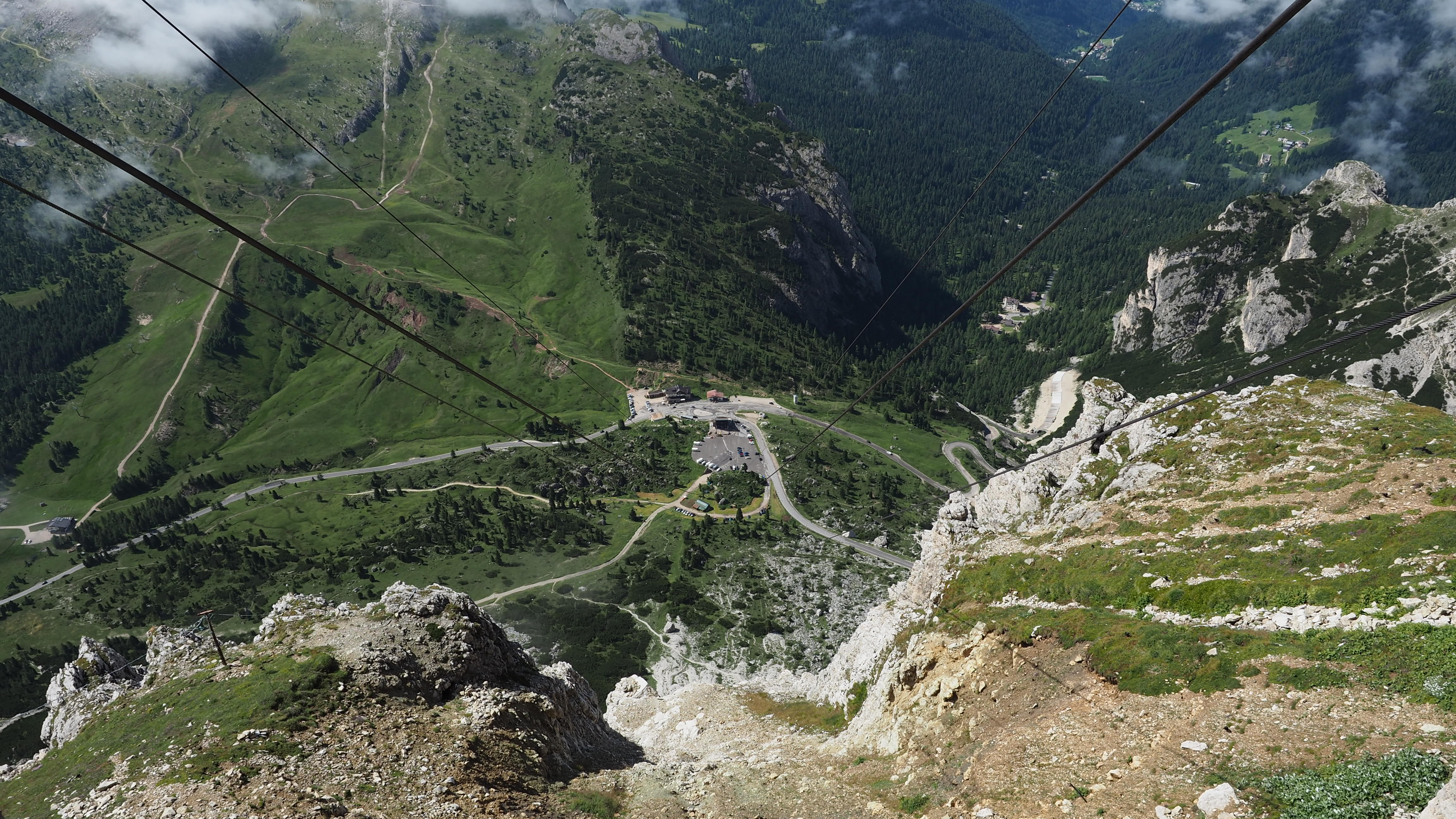
峠とラガツォイを結ぶロープウェイ